# Torneo de Eastbourne 2021
El Torneo de Eastbourne 2021, también conocido como el Viking International Eastbourne 2021, fue un torneo de tenis perteneciente al ATP Tour 2021 en la categoría ATP Tour 250, y a la WTA Tour 2021 en la categoría Premier. El torneo se jugó sobre las canchas de césped del Devonshire Park Lawn Tennis Club en la ciudad de Eastbourne (Gran Bretaña) desde el 21 hasta el 26 de junio de 2021.

## Distribución de puntos
| Modalidad            | Campeón | Finalista | Semifinales | Cuartos de final | 2ª ronda | 1ª ronda | Clasificados | 2ª ronda de clasificación | 1ª ronda de clasificación |
| Individual masculino | 250     | 165       | 100         | 50               | 25       | 0        | 13           | 7                         | 0                         |
| Dobles masculino     | 250     | 150       | 90          | 45               | 20       | 0        | -            | -                         | -                         |

| Modalidad           | Campeona | Finalista | Semifinales | Cuartos de final | 3.ª ronda | 2.ª ronda | 1.ª ronda | Clasificadas | 2.ª ronda de clasificación | 1.ª ronda de clasificación |
| Individual femenino | 470      | 305       | 185         | 100              | 55        | 30        | 1         | 25           | 13                         | 1                          |
| Dobles femenino     | 470      | 305       | 185         | 100              | -         | -         | 1         | -            | -                          | -                          |

## Cabezas de serie

### Individuales masculino
| Tenista              | Ranking | Preclasificado |
| Gaël Monfils         | 16      | 1              |
| Álex de Miñaur       | 22      | 2              |
| Lorenzo Sonego       | 26      | 3              |
| Nikoloz Basilashvili | 30      | 4              |
| Reilly Opelka        | 32      | 5              |
| Alejandro Davidovich | 35      | 6              |
| Albert Ramos         | 38      | 7              |
| Aleksandr Búblik     | 39      | 8              |

- Ranking del 14 de junio de 2021.[3]

### Dobles masculino
| Tenista                               | Ranking | Preclasificado |
| Nikola Mektić Mate Pavić              | 3       | 1              |
| Juan Sebastián Cabal Robert Farah     | 9       | 2              |
| Rajeev Ram Joe Salisbury              | 21      | 3              |
| Fabrice Martin Édouard Roger-Vasselin | 51      | 4              |

### Individuales femenino
| Tenista                  | Ranking | Preclasificado |
| Aryna Sabalenka          | 4       | 1              |
| Elina Svitólina          | 6       | 2              |
| Bianca Andreescu         | 7       | 3              |
| Iga Świątek              | 9       | 4              |
| Karolína Plíšková        | 11      | 5              |
| Belinda Bencic           | 12      | 7              |
| Elise Mertens            | 17      | 7              |
| Anastasia Pavlyuchenkova | 19      | 8              |

- Ranking del 14 de junio de 2021.[4]

### Dobles femenino
| Tenista                         | Ranking | Preclasificado |
| Nicole Melichar Demi Schuurs    | 19      | 1              |
| Shuko Aoyama Ena Shibahara      | 26      | 2              |
| Alexa Guarachi Desirae Krawczyk | 32      | 3              |
| Hao-Ching Chan Yung-Jan Chan    | 42      | 4              |

## Campeones

### Individual masculino
Álex de Miñaur venció a  Lorenzo Sonego por 4-6, 6-4, 7-6(7-5)

### Individual femenino
Jeļena Ostapenko venció a  Anett Kontaveit por 6-3, 6-3

### Dobles masculino
Nikola Mektić /  Mate Pavić vencieron a  Rajeev Ram /  Joe Salisbury por 6-4, 6-3

### Dobles femenino
Shuko Aoyama /  Ena Shibahara vencieron a  Nicole Melichar /  Demi Schuurs por 6-1, 6-4